# Leucanopsis dallipa
Leucanopsis dallipa là một loài bướm đêm thuộc phân họ Arctiinae, họ Erebidae.